# Maison Lecomte (Marche-en-Famenne)
Ne doit pas être confondu avec Maison Lecomte (Île d'Aix).
La maison Lecomte est un immeuble de style Art nouveau situé dans le centre historique de Marche-en-Famenne dans la province de Luxembourg (Belgique).

## Historique
Construite au début du XXe siècle, la maison Lecomte est l'une des rares constructions avec des éléments de style Art nouveau de la ville de Marche-en-Famenne. Elle a été réalisée d'après les plans de l'architecte Pierre Louwers pour la famille Lecomte.
L'immeuble a est édifié à l'emplacement de l'ancien hôtel particulier des comtes de Schwarzenberg comme en témoigne un panneau explicatif placé sur la façade.

## Situation
L'immeuble est situé au n° 42 de la rue Dupont, dans le centre de Marche-en-Famenne.

## Description
La façade se divise en deux parties. La partie gauche, plus basse, est placée en ressaut d'environ deux mètres par rapport à la partie droite qui, elle-même, a une hauteur de la travée de gauche plus élevée que celle de droite. Cette travée de gauche est couverte par une toiture à quatre pans lui donnant une forme de tour carrée.
Le soubassement réalisé en pierres calcaires équarries est percé de cinq soupiraux dont quatre sont protégés par des fers forgés aux motifs d'inspiration Art nouveau. Au-dessus du soubassement, la façade du rez-de-chaussée est bâtie en moellons de grès placés à l'état brut sur une courte hauteur pour la partie gauche et le ressaut et sur une hauteur plus élevée mais différente suivant la position des appuis des trois baies pour la partie droite. La partie haute de la façade est construite en grès jaune équarri. Les encadrements des baies sont réalisés en pierre calcaire. Les baies sont ornées de vitraux et ont diverses formes. La partie droite du bâtiment comprend une haute porte cochère en anse de panier.
La maison est reprise à l'inventaire du patrimoine culturel immobilier de la Région wallonne mais ne fait pas l'objet d'un classement,.

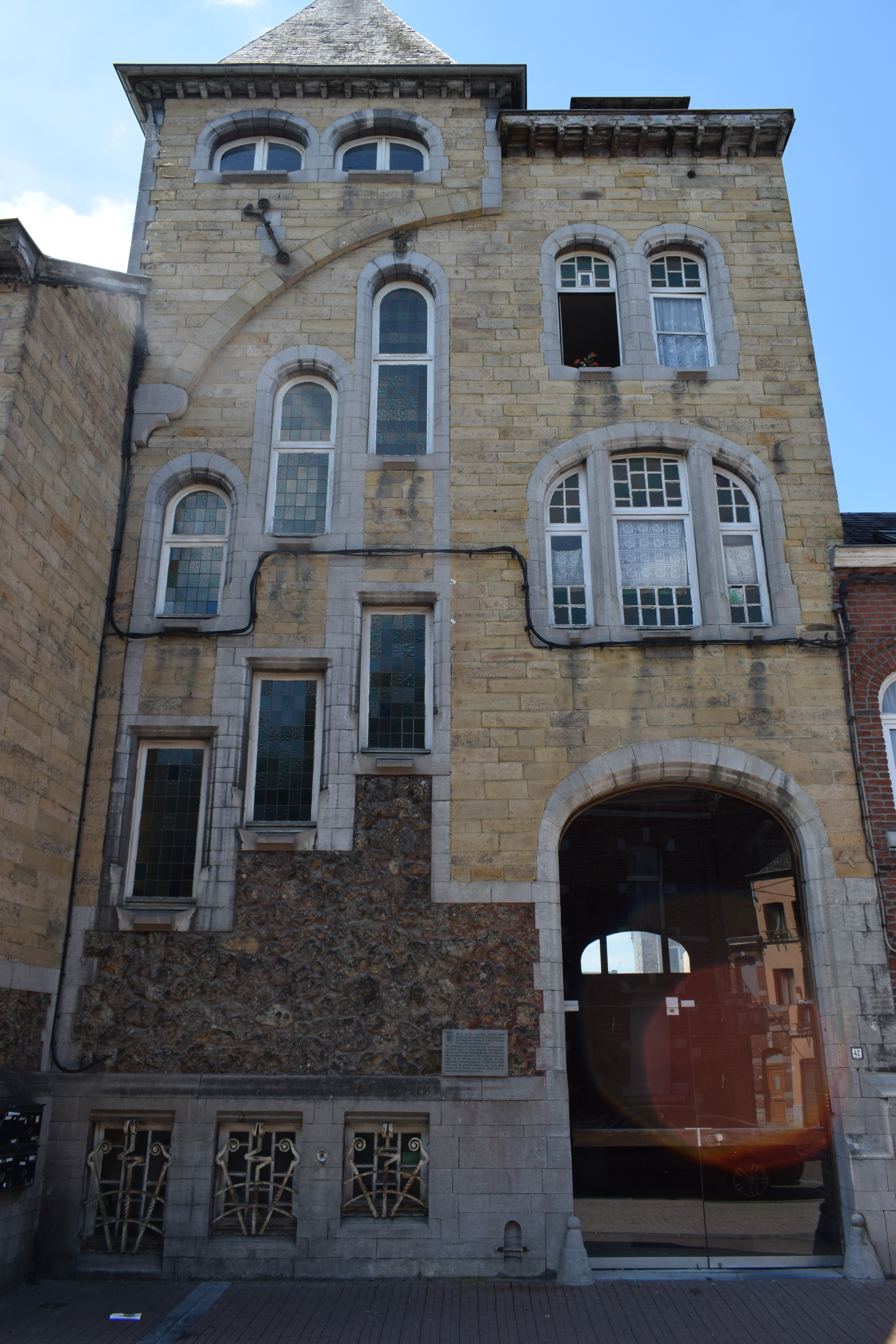
La partie droite de la façade
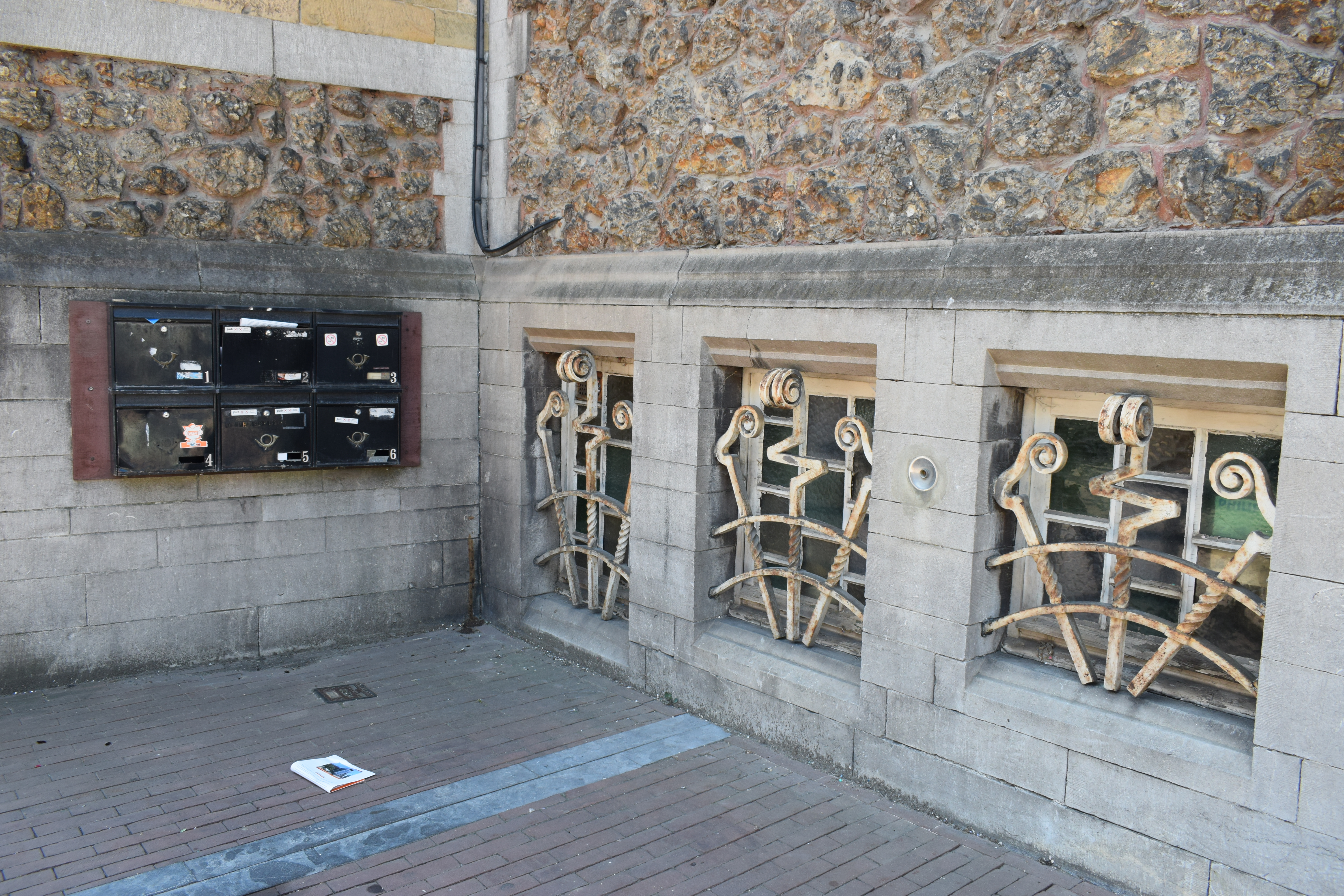
Soupiraux
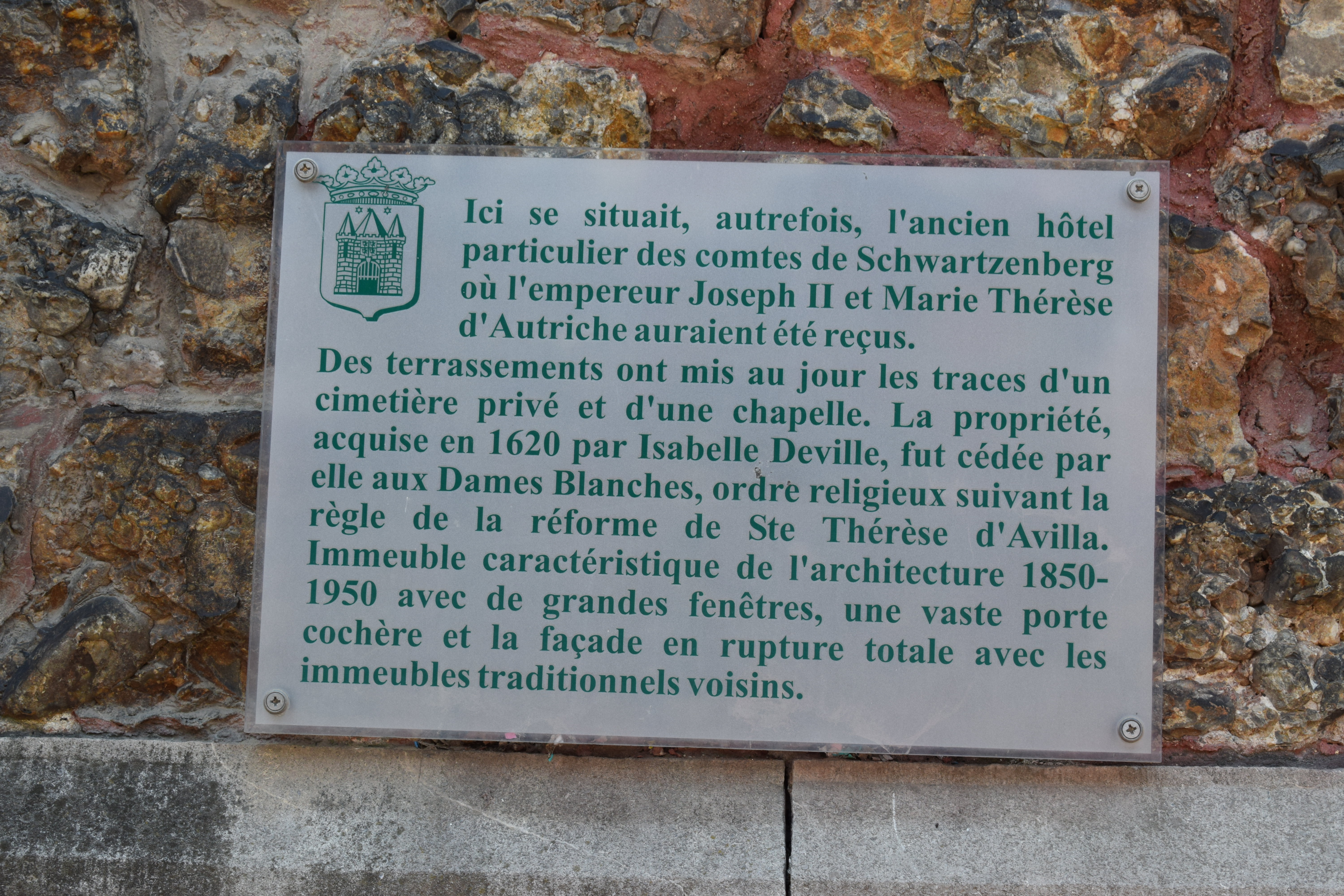
Panneau explicatif